# Helianthemum nashii
Helianthemum nashii là một loài thực vật có hoa trong họ Nham mân khôi. Loài này được Britton mô tả khoa học đầu tiên năm 1895.